# Шибутани, Майя
Майя Харуми Шибутани (англ. Maia Harumi Shibutani; род. 20 июля 1994, Нью-Йорк) — американская фигуристка, выступающая в танцах на льду. В паре со своим братом Алексом Шибутани становилась двукратным бронзовым призёром Олимпийских игр (2018, танцы на льду и командный турнир), серебряным (2016) и двукратным бронзовым (2011, 2017) призёром чемпионатов мира, чемпионкой четырёх континентов (2016), двукратным серебряным (2011, 2017) и бронзовым (2015) призёром чемпионата четырёх континентов, а также двукратной чемпионкой США (2016, 2017).
По состоянию на декабрь 2016 года пара занимала второе место в рейтинге Международного союза конькобежцев.

## Личная жизнь
Майя Шибутани родилась в Нью-Йорке в 1994 году в семье музыкантов. С 2005 по 2007 годы она жила в Колорадо-Спрингс, а потом переехала в Анн-Арбор, штат Мичиган.
Сначала она училась на дому, но потом окончила среднюю школу Clague Middle School и осенью 2008 года поступила в старшую Huron High School.
В октябре 2019 года Шибутани заболела и позже ей был поставлен диагноз «желудочная инфекция». Врачи провели несколько анализов, которые показали отклонения от нормы и ей было рекомендовано пройти повторный медицинский осмотр, в результате которого была обнаружена небольшая масса в одной из почек. 14 декабря 2019 года Шибутани перенесла успешную операцию по удалению опухоли и она смогла сохранить оставшуюся часть почки. 20 декабря 2019 года Шибутани сообщила, что опухоль оказалась злокачественной и ей был поставлен диагноз «сукцинатдегидрогеназодефицитная почечно-клеточная карцинома».

## Карьера
Фигурным катанием Майя начала заниматься в четыре года, сначала как одиночница, а в 2004 году встала в пару с братом Алексом и перешла в танцы на льду. Их международный дебют состоялся на этапе юниорского Гран-при в Куршавеле, где они одержали победу над соперниками с преимуществом в 11 баллов. На этапе в Гран-при в Мадриде они были вторыми, уступив российской паре Екатерина Рязанова/Джонатан Гурейро. Победа и призовое место позволило паре пройти отбор в финал Гран-при, где они стали четвёртыми. На чемпионате США среди юниоров 2009 года Майя и Алекс стали серебряными призёрами, уступив паре Мэдисон Чок/Грэг Цуэрлейн. Им же Шибутани уступили и на чемпионате мира среди юниоров 2009. В сезоне 2009—2010 пара выиграла чемпионат США среди юниоров, одержала две победы на этапах юниорского Гран-при, в финале Гран-при стала бронзовым призёром. На чемпионате мира среди юниоров 2010 года Шибутани остановились в шаге от пьедестала, заняв четвёртое место.
Сезон 2009—2010 они начали с выступления на Nebelhorn Trophy, где стали пятыми. На турнире «NHK Trophy» Шибутани после проката короткого танца из-за падения Алекса, который споткнулся об юбку Майи, занимали пятое место, но второе место в произвольном позволило им в итоге стать третьими. То же место они заняли и на «домашнем» этапе Гран-при «Skate America». Став серебряными призёрами национального чемпионата, они были включены в состав сборной на чемпионат четырёх континентов и чемпионат мира. На дебютном для себя чемпионате четырёх континентов Майя и Алекс заняли второе место, уступив только серебряным призёрам Олимпиады-2010 Мэрил Дэвис и Чарли Уайту. На дебютном чемпионате мира стали бронзовыми призёрами.
Новый предолимпийский сезон американские танцоры начали в октябре 2016 года на домашнем этапе Гран-при в Чикаго, на Кубке Америки который они уверенно выиграли. На своём втором в сезоне выступление на этапе Гран-при в Китае американские танцоры заняли в сложной борьбе на Кубке Китая первое место. Это позволило им уверенно выйти в финал Гран-при, в Марселе. Во Франции в упорной борьбе они уступили второе место хозяевам, но при этом улучшили свои прежние достижения в короткой программе. В январе 2017 года на национальном чемпионате в Канзасе пара боролась за первое место с экс-чемпионами. В упорной борьбе танцоры около балла выиграли и стали двукратными чемпионами. В середине февраля фигуристы выступали в южнокорейском городе Каннын на континентальном чемпионате, где улучшили свои прежнее достижение в произвольном танце и в сумме однако заняли только второе место. В конце марта американские фигуристы выступали на мировом чемпионате в Хельсинки, где им удалось в упорной борьбе выиграть бронзовые медали.
Новый олимпийский сезон сезон американская пара начала в серии Гран-при на российском этапе, где им удалось в сложной борьбе стать победителями. На домашнем этапе в Лейк-Плэсиде они уверенно выиграли золотые медали и улучшили свои прежние достижения в сумме и коротком танце. Это позволило им уверенно выйти в Финал Гран-при. В Нагое американские танцоры выступили удачно, они в упорной борьбе заняли третье место. В начале января на национальном чемпионате фигуристы не сумели, в упорной борьбе, отстоять чемпионское звание. В начале февраля ещё до открытия Олимпийских игр в Южной Корее пара начала соревнования в командном турнире. Они в Канныне финишировали вторыми в короткой программе. В произвольной программе пара также финишировала вторыми. Американская сборная в итоге финишировала с бронзовыми медалями.
На Олимпийских играх в Корее Майя в составе команды США завоевала бронзовую медаль в командных и индивидуальных соревнованиях.
В апреле 2018 года Алекс и Майя объявили, что пропустят сезон 2018-2019.

## Программы
| Сезон     | Короткий танец                                                                                    | Произвольный танец                                                                     |
| --------- | ------------------------------------------------------------------------------------------------- | -------------------------------------------------------------------------------------- |
| 2017–2018 | Мамбо: «Mambo No. 5» Ча-ча-ча: «Cerezo Rosa» Самба: «Mambo No. 8» Перес Прадо                     | «Paradise» Coldplay                                                                    |
| 2016–2017 | Блюз: «That’s Life» Дин Кей, Келли Гордон Хип-хоп: Ремикс «That’s Life» Jay-Z                     | «Зеркало в зеркале» Арво Пярт «Truman Sleeps» Филип Гласс «The Departure» Макс Рихтер  |
| 2015–2016 | Вальс и марш: «Коппелия» Лео Делиб                                                                | «Fix You» «The Scientist» Coldplay                                                     |
| 2014–2015 | Фламенко: «Астурия» Исаак Альбенис Пасодобль: «The Last Corrida»                                  | «Розы с юга» «На прекрасном голубом Дунае» Иоганн Штраус II                            |
| 2013—2014 | Фокстрот и квикстеп: Композиции Майкла Бубле                                                      | «Wanna Be Startin' Somethin'» Майкл Джексон «Ben» Уолтер Шарф «Thriller» Майкл Джексон |
| 2012—2013 | Марш: «Ojos Azul» Вальс: «Dolencias» Полька: «Sikureada» Incantations                             | «Мемуары гейши» Джон Уильямс                                                           |
| 2011—2012 | Самба: «Batucada» DJ Dero Самба: «The Girl from Ipanema» Olivia Самба: «Samba de Janeiro» Bellini | «Серенада солнечной долины» Гленн Миллер                                               |
| 2010—2011 | «Вальс Карусель» Ричард Роджерс                                                                   | «Smile» «Let’s Face the Music and Dance» Нэт Кинг Коул                                 |
| Сезон     | Оригинальный танец                                                                                | Произвольный танец                                                                     |
| 2009—2010 | «Until Next Time» Тэцуро Найто «Wind from The Steppes» Рютаро Канэко                              | «Tango Rhapsody» Луис Энрикес Бакалов «Жизнь в розовом цвете» Луи Гульельми            |
| 2008—2009 | «Мисс Петтигрю живёт одним днём» Пол Инглишбай                                                    | «Новый кинотеатр „Парадизо“» Эннио Морриконе                                           |
| 2007—2008 | Японская народная музыка                                                                          | Музыка для фортепиано Жан-Мари Сенья                                                   |
| 2006—2007 |                                                                                                   | «Мемуары гейши» Джон Уильямс                                                           |

## Результаты
| Результаты выступлений Майи и Алекса Шибутани среди взрослых |       |       |       |       |       |       |       |       |
| Соревнования                                                 | 10/11 | 11/12 | 12/13 | 13/14 | 14/15 | 15/16 | 16/17 | 17/18 |
| Международные                                                |       |       |       |       |       |       |       |       |
| Олимпиада — танцы                                            |       |       |       | 9     |       |       |       | 3     |
| Олимпиада — команда                                          |       |       |       |       |       |       |       | 3     |
| Чемпионат мира                                               | 3     | 8     | 8     | 6     | 5     | 2     | 3     |       |
| Четыре континента                                            | 2     | 4     | 4     |       | 3     | 1     | 2     |       |
| Финал Гран-при                                               |       | 5     |       |       | 4     | 4     | 3     | 3     |
| Гран-при США                                                 | 3     |       |       | 3     | 2     |       | 1     | 1     |
| Гран-при Японии                                              | 3     | 1     | 3     | 3     |       | 1     |       |       |
| Гран-при Канады                                              |       |       |       |       |       | 2     |       |       |
| Мемориал Непелы                                              |       |       |       |       | 1     | 3     |       |       |
| Icechallenge                                                 |       |       |       |       | 1     |       |       |       |
| Гран-при России                                              |       |       | 4     |       |       |       |       | 1     |
| Гран-при Китая                                               |       | 2     |       |       | 2     |       | 1     |       |
| Finlandia Trophy                                             |       | 2     |       |       |       |       |       |       |
| Nebelhorn Trophy                                             | 5     |       |       |       |       |       |       |       |
| Национальные                                                 |       |       |       |       |       |       |       |       |
| Чемпионат США                                                | 2     | 2     | 3     | 3     | 2     | 1     | 1     | 2     |

| Результаты Майи и Алекса Шибутани среди юниоров |       |       |       |       |
| Соревнования                                    | 06/07 | 07/08 | 08/09 | 09/10 |
| Международные среди юниоров                     |       |       |       |       |
| Чемпионат мира                                  |       |       | 2     | 4     |
| Финал Гран-при                                  |       |       | 4     | 3     |
| Гран-при Хорватии                               |       |       |       | 1     |
| Гран-при США                                    |       |       |       | 1     |
| Гран-при Франции                                |       |       | 1     |       |
| Гран-при Испании                                |       |       | 2     |       |
| Национальные среди юниоров                      |       |       |       |       |
| Чемпионат США                                   |       | 4     | 2     | 1     |
| Национальные среди новичков                     |       |       |       |       |
| Чемпионат США                                   | 1     |       |       |       |